# Mariona Escoda i Sendra
Mariona Escoda i Sendra   (Valls, 22 de març de 2001) és una cantant catalana.
Està vinculada al món de la música des que té cinc anys. S'ha format en cant clàssic, cant modern, violí i piano a l'Escola de Música Robert Gerhard de Valls. Ha obtingut el certificat en els nivells 1 i 2 d'Estill Voice Training (Voice Craft) amb Viv Manning, una reconeguda formació per entrenar la veu i millorar el seu rendiment tant en cant com en la parla. En la mateixa línia, estudia logopèdia a la universitat, havent passat per l'Institut Narcís Oller en l'etapa del batxillerat.
El 2016 va fer el seu primer enregistrament professional amb Antoni Tolmos de la cançó "Nadal al teu costat", després d'haver guanyat el concurs Nadales Tolmos que se celebra cada dos anys per escollir la veu solista del videoclip produït per Tolmos. El 2017 participà en l'edició d'aquell any del Sona9, formant un duet Mariona & Gabriel, format el 2016, amb el guitarrista Gabriel Llorach i Vázquez. Quan tenia 18 anys va publicar el seu primer single 8 de març compost amb motiu del Dia Internacional de la Dona, amb la lletra de l'escriptora i poetessa Maria-Mercè Marçal, i musicalitzat conjuntament amb Cristina Español al piano. L'any 2021, amb 20 anys publica el seu primer treball discogràfic Tal com havia de ser, que s’estrena al Teatre Principal de Valls dins de la programació de les Decennals de Valls 21+1.
El 17 de juny de 2022 va esdevenir la guanyadora de la primera edició del concurs de talents Eufòria, emès per TV3. Gràcies a això, va aconseguir un contracte discogràfic amb Música Global per a iniciar una carrera artística professional, que es va efectuar el 18 de juliol, i va acompanyar en Miki Núñez en la cançó d'estiu de TV3 «Llums de mitjanit». A més, va participar en l'acte institucional de la Diada Nacional de Catalunya i en el disc de La Marató de TV3. Amb Miki Núñez va protagonitzar la campanya del Gran Recapte d'Aliments del desembre del 2022 i va presentar les campanades de Cap d'Any 2023 des de la Font Màgica de Montjuïc de Barcelona. A més, aquell any va protagonitzar l'espot del Carnet Jove juntament amb el company de professió Julen.
Va rebre el premi Enderrock 2023 a la millor artista revelació.
El 2024, va convertir-se en la guanyadora de la primera temporada del concurs Zenit de TV3.